# William Gibson (1816–1865)
William Gibson, född 19 april 1816 i Göteborg, död 7 april 1865 i Göteborg, var en svensk industriman och kommunpolitiker.
Efter studier vid ett enskilt läroverk utexaminerades Gibson vid Chalmerska slöjdskolan 1834, och anställdes därefter i faderns företag i Göteborg Firma Gibson & Co. samt Jonsereds Fabriker. 
Han var delägare i firman William Gibson & Söner 1848–1865, och repslagerifirman Leopold Gibson & Co 1850–1854, delägare i och disponent för Jonsereds Fabriker 1857–1865 samt delägare i Göteborgs Patent-Ångrepslageri AB.
Gibson var ledamot av styrelsen för Göteborgs och Bohus Läns Sparbank 1863–1865 samt ledamot av Göteborgs stadsfullmäktige 1863–7 april 1865.

## Familj
William Gibson var son till grosshandlare William Gibson och Anna Katarina Wijk. Han gifte sig den 17 augusti 1842 i Dundee i Skottland med Margret Thornton Holliday (1819–1882), dotter till laxfiskaren John Holliday och Margaret Hackny.